# John Milton Thayer
John Milton Thayer, född 24 januari 1820 i Bellingham, Massachusetts, död 19 mars 1906 i Lincoln, Nebraska, var en amerikansk republikansk politiker och general. Han representerade delstaten Nebraska i USA:s senat 1867-1871. Han var guvernör i Wyomingterritoriet 1875-1878 och guvernör i Nebraska 1887-1891 samt 1891-1892.
Thayer utexaminerades 1841 från Brown University. Han studerade sedan juridik och arbetade som advokat i Massachusetts. Han fortsatte därefter karriären som advokat i Omaha och hade dessutom en stor farm i närheten av Omaha.
Thayer deltog i amerikanska inbördeskriget i nordstaternas armé. Han befordrades 1862 till brigadgeneral.
Nebraska blev 1867 USA:s 37:e delstat. Thayer och Thomas Tipton valdes till de två första senatorerna. Thayer efterträddes 1871 av Phineas Hitchcock i senaten.
President Ulysses S. Grant utnämnde 1875 Thayer till guvernör i Wyomingterritoriet. Han efterträddes 1878 av John Wesley Hoyt.
Thayer efterträdde 1887 James W. Dawes som guvernör i Nebraska. Han besegrades av James Boyd i guvernörsvalet 1890. Thayer överklagade resultatet och fick tillträda på nytt som guvernör några månader efter att ha överlåtit ämbetet åt Boyd. År 1892 fastställdes det slutgiltigt att Boyd hade vunnit valet och Thayer lämnade politiken efter det beslutet.
Thayer gravsattes på Wyuka Cemetery i Lincoln. Thayer County har fått sitt namn efter John Milton Thayer.